# Нокс Сити (Тексас)
Нокс Сити (енгл. Knox City) град је у америчкој савезној држави Тексас. По попису становништва из 2010. у њему је живело 1.130 становника.

## Демографија
Према попису становништва из 2010. у граду је живело 1.130 становника, што је 89 (7,3%) становника мање него 2000. године.
| Група             | 2000.       | 2010.       |
| Белци             | 802 (65,8%) | 698 (61,8%) |
| Афроамериканци    | 106 (8,7%)  | 76 (6,7%)   |
| Азијати           | 5 (0,4%)    | 2 (0,2%)    |
| Хиспаноамериканци | 287 (23,5%) | 344 (30,4%) |
| Укупно            | 1.219       | 1.130       |